# مونچنیسیو
مونچنیسیو (به ایتالیایی: Moncenisio) یک کومونه در ایتالیا است که در استان تورین واقع شده‌است. مونچنیسیو ۴٫۵۰ کیلومتر مربع مساحت و ۳۰ نفر جمعیت دارد و ۱٬۴۶۰ متر بالاتر از سطح دریا واقع شده‌ است.